# Landeskriminalamt Sachsen
Das Landeskriminalamt Sachsen ist eine sächsische Landesoberbehörde mit Sitz in der Landeshauptstadt Dresden. Es ist das Landeskriminalamt der Polizei Sachsen und dem Sächsischen Staatsministerium des Innern nachgeordnet.

## Aufgaben und Zuständigkeit
Im Landeskriminalamt liegt die Ermittlungsführung und die Leitlinienkompetenz der Verbrechensbekämpfung sowie die Kriminalprävention. Die Zuständigkeit des Landeskriminalamts für Strafsachen wird in der Sächsischen Polizeiorganisationsverordnung geregelt. Zu den Aufgaben gehören:
- die Bekämpfung der Organisierten Kriminalität,
- die Ermittlung gegen Terroristische Vereinigungen,
- die Ermittlungen bei Verbrechen wie Friedens-, Hoch- und Landesverrat, unerlaubten Handels mit Kriegswaffen und einigen Wirtschaftsstraftaten sowie Gefährdung der äußeren Sicherheit oder des demokratischen Rechtsstaates, Geld- und Wertzeichenfälschung.

Das Landeskriminalamt führt die Kriminalstatistik für den Freistaat Sachsen. Es nimmt den Informationsaustausch (etwa um Amtshilfeersuchen etc.) mit den Behörden des Bundes, der Länder und Behörden im Ausland vor. Es hat Regionalstellen in Chemnitz, Görlitz und Leipzig. Die Behörde hat derzeit (Stand: 2021) über 1.100 Mitarbeiter.

## Sitz

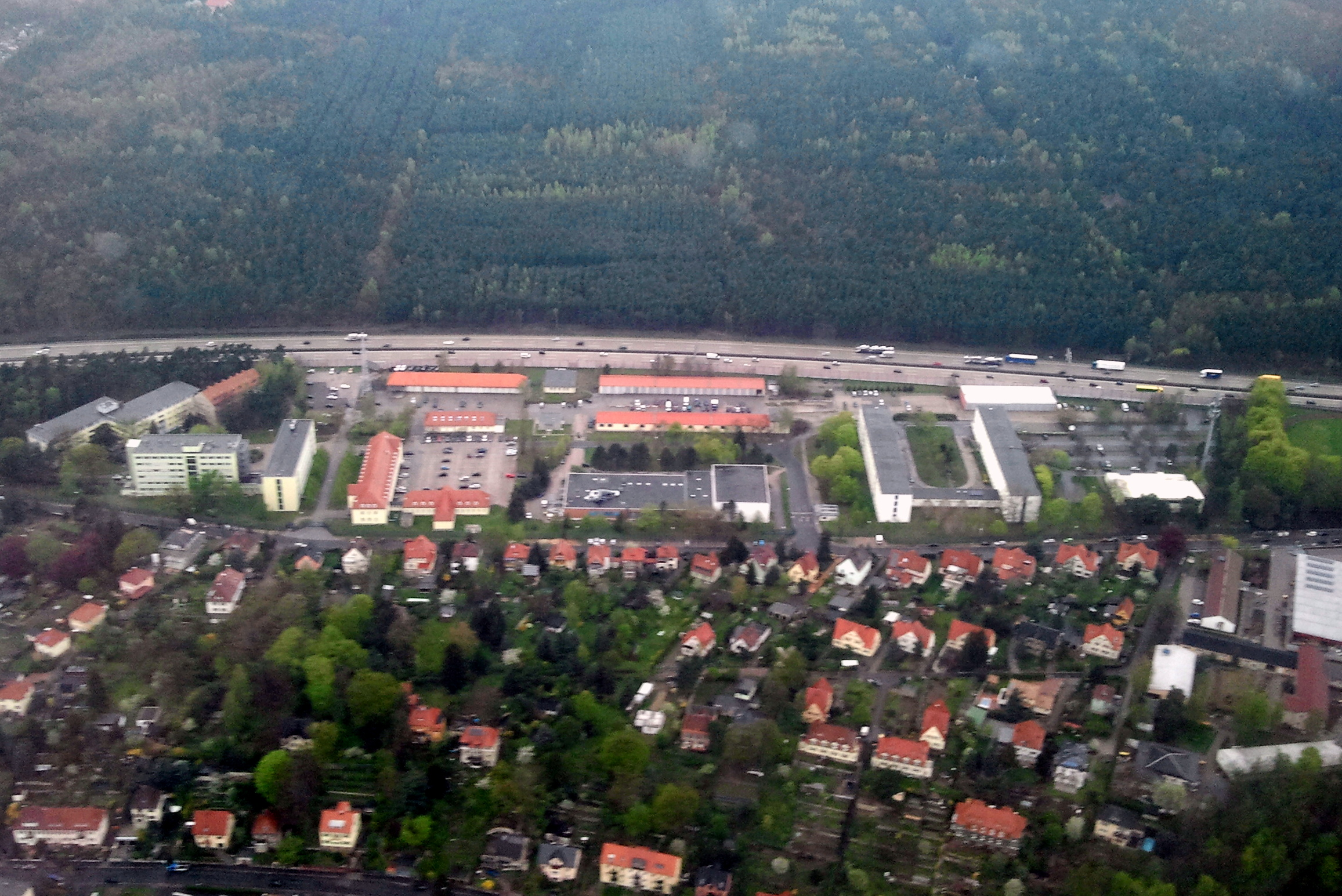
Luftbild des LKA & LfV Sachsen an der BAB 4 in Dresden (2013)

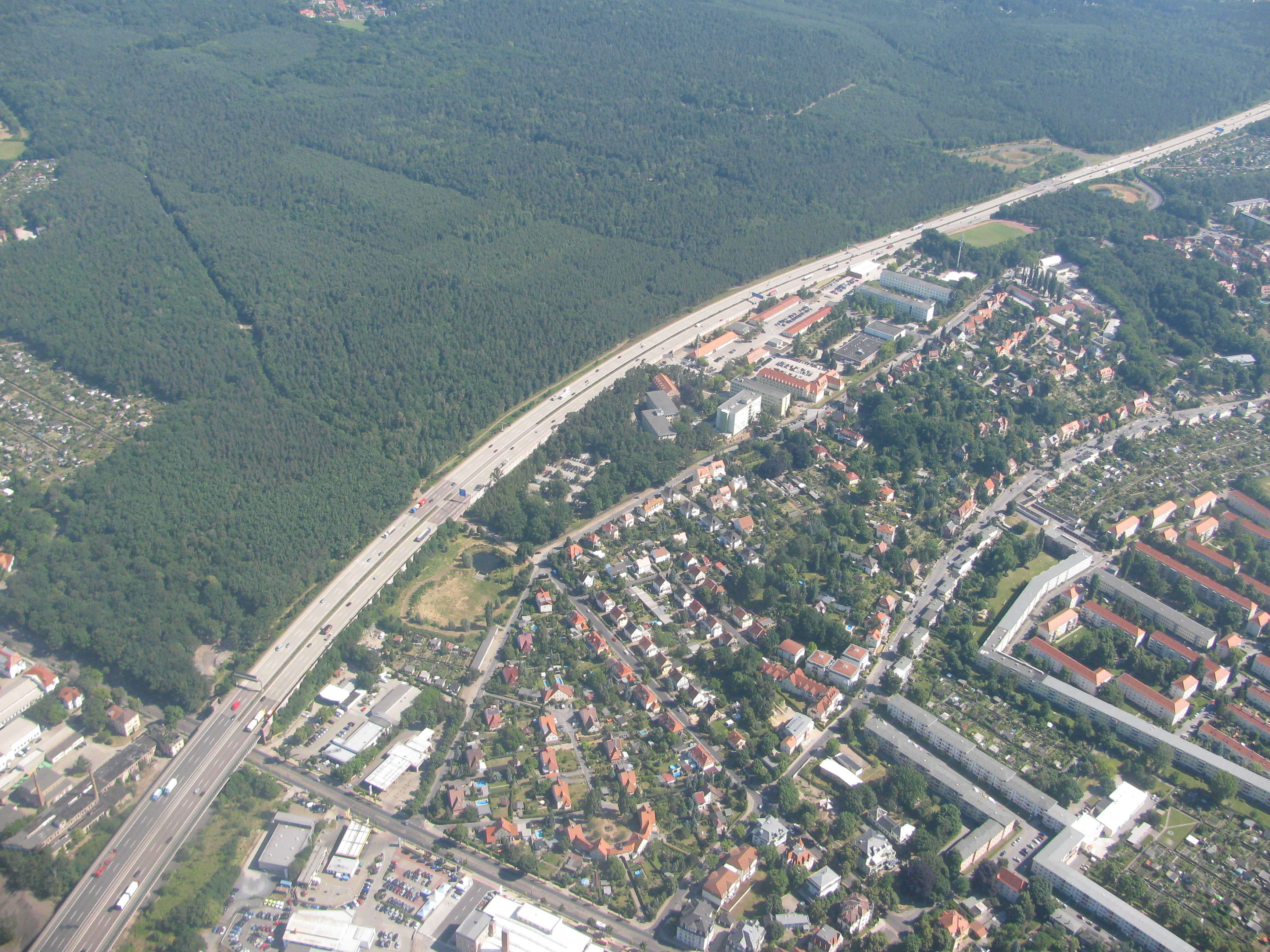
Luftbild des LKA & LfV Sachsen in Dresden (2010)

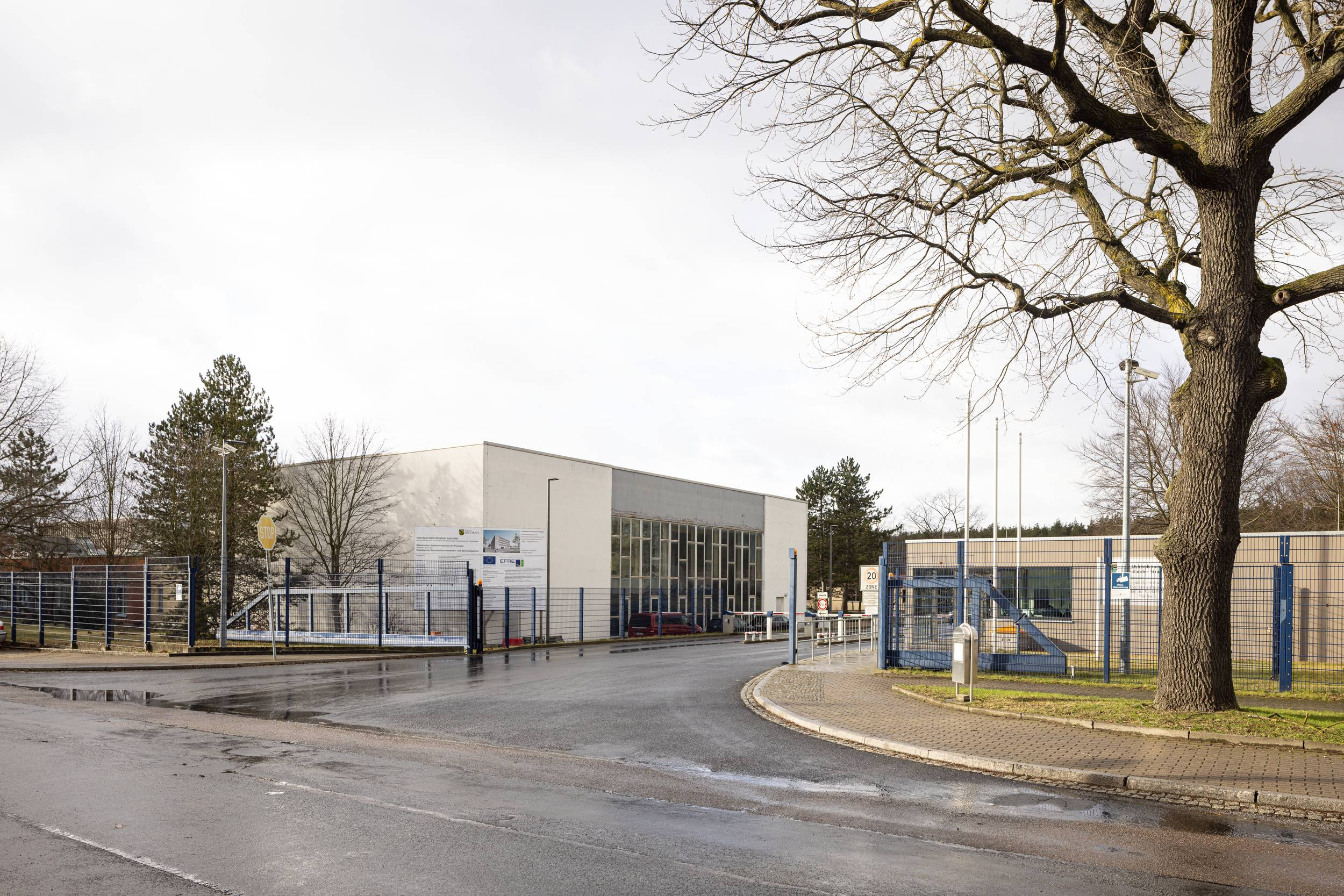
Zufahrt (2023)

Das Landeskriminalamt Sachsen hat seinen Sitz wie die Generalstaatsanwaltschaft und das Landesamt für Verfassungsschutz des Freistaates Sachsen in Dresden. Es befindet sich in der Neuländer Straße im nordwestlichen Stadtteil Trachau direkt am Stadtrand auf einem langgezogenen Grundstück zwischen der Neuländer Straße und der Bundesautobahn 4, welches es mit dem LfV Sachsen teilt. Damit liegt es knapp außerhalb des Elbtalkessels am Rand der Jungen Heide. Etwa 500 Meter nordöstlich des LKA-Geländes befindet sich die Autobahn-Anschlussstelle Dresden-Wilder Mann. Allerdings ist in Notfällen auch möglich, durch ein normalerweise verschlossenes Tor vom LKA-Gelände direkt auf die Autobahn in Richtung Bautzen/Berlin zu gelangen.
Die ältesten Gebäude des heutigen LKA-Geländes wurden bereits 1935 als Polizeikasernen errichtet. Zwischen 1945 und 1954 befand sich darin eine Klinik für Körperbehinderte. Danach wurden die Gebäude erweitert und auch in der DDR durch die Polizei genutzt. Im Jahre 1963 erfolgte auf dem Gelände die Einrichtung der Offiziersschule Fachschule Bereitschaften, die 1971 zur Offiziershochschule des Ministeriums des Innern Artur Becker – Bereitschaften erhoben wurde. Seither wurden dort die Offiziere der „Kasernierten Einheiten“ des MdI bis zur Ebene Kompaniechef ausgebildet.

## Geschichte
Die Gründung des Landeskriminalamts erfolgte ursprünglich bereits infolge einer Verordnung vom 15. September 1922. Erster Präsident des Landeskriminalamts war Johannes Palitzsch. Aufgrund von notwendigen Einsparungsmaßnahmen im Zusammenhang mit der Weltwirtschaftskrise wurde das LKA als selbständige Dienststelle zum 30. September 1931 vorübergehend aufgelöst und war fortan dem Polizeipräsidium Dresden zugeordnet. Nach der Machtübernahme durch die NSDAP wurde das LKA im August 1933 als Kriminalpolizeibehörde für das ganze Land zunächst wiedererrichtet, doch bereits 1936 im Zuge der zunehmenden Übertragung polizeilicher Kompetenzen auf die Reichsebene schrittweise als selbständige Dienststelle wieder aufgelöst, in Kriminalpolizeileitstelle Dresden umbenannt und zum 30. September 1938 dem Polizeipräsidium Dresden angegliedert. Zunächst existierte nach dem Zweiten Weltkrieg wieder ein Landeskriminalamt. Erst nach der DDR-Verwaltungsreform 1952 und der damit verbundenen Auflösung der Länder wurden auch die Landeskriminalämter aufgelöst und ihre Aufgaben durch das Zentrale Kriminalamt der DDR übernommen.
Das Zentrale Kriminalamt verlor seine Funktion mit dem Inkrafttreten des Einigungsvertrags am 3. Oktober 1990, bestand aber als Gemeinsames LKA der neuen Länder weiter, bis diese eigene Landeskriminalämter eingerichtet hatten. Der Aufbau des LKA Sachsen erfolgte ab Mai 1991. Ab dem 1. Dezember 1991 war es funktionsfähig. Der erste Präsident war Peter Raisch. Er kam vom Landeskriminalamt Baden-Württemberg und leitete bereits den Aufbaustab. Bis zu seinem Wechsel ins Hessische LKA verblieb er in dieser Funktion. Sein Nachfolger war Paul Scholz ab Juli 2004 bis zu seiner Pensionierung im März 2011. Im April 2011 übernahm Jörg Michaelis das Amt. Michaelis geriet nach Einsatzfehlern im Fall al-Bakr in die Kritik und wurde deswegen zum Polizeiverwaltungsamt versetzt. Ab dem 1. Mai 2017 war Petric Kleine Präsident des LKA Sachsen. Am 7. April 2021 wurde Kleine aufgrund der Munitionsaffäre mit sofortiger Wirkung von seinem Posten entbunden. Als neue Präsidentin wurde Sonja Penzel mit sofortiger Wirkung eingesetzt.

## Kontroversen
Im Jahr 2004 wurden bei einer Durchsuchung beim Kassler Hells Angels-Anführer Michael S. vertrauliche Dokumente des LKA Sachsen mit dem Titel „Rockerkriminalität im Freistaat Sachsen“ gefunden.
Im Juli 2011 wurde bekannt, dass das LKA Sachsen in einem Ermittlungsverfahren die personenbezogenen Daten (u. a. Namen, Adressen und Geburtsdaten) von mehr als 40.000 Personen erfasste, die am 18. und 19. Februar 2011 in Dresden ihr Handy verwendeten. Die Maßnahme wurde von zahlreichen Medien und mehreren Politikern als unverhältnismäßig kritisiert. Das Landgericht Dresden urteilte 2013, dass eine dieser Funkzellenabfragen wegen eines Formfehlers illegal war.
Ein Teilnehmer einer Pegida-Demonstration ging im August 2018 ein Kamerateam des ZDF an. Daraufhin folgte ein umstrittene Polizeimaßnahme der Polizei Sachsen im Zuge derer das Kamerateam 45 Minuten von eben dieser festgehalten wurde und nicht berichten konnte. Das ZDF und etliche weitere Institutionen beschwerten sich über dieses Vorgehen. Wenig später wurde bekannt, dass es sich bei dem Demonstrationsteilnehmer um Maik G. handelt, der Buchprüfer für Wirtschaftskriminalität beim LKA Sachsen ist. Laut „Die Welt“ schreibt G. u. a. Gutachten und tritt für das LKA Sachsen in Gerichtsprozessen auf. Er nahm laut seinem Dienstherrn in seinem Urlaub an der Pegida-Demonstration teil.

### Soko LinX
Die Soko LinX („Sonderkommission Linksextremismus“) wurde im November 2019 gegründet, da nach Auffassung des sächsischen CDU-Innenministers Roland Wöller eine linksextremistische Szene den Rechtsstaat und seine Bürger terrorisieren würde. Einige Beamte der Soko LinX hatten schon 2013 und 2018 gegen Fans der BSG Chemie Leipzig wegen der Bildung einer Kriminellen Vereinigung nach § 129 StGB ermittelt. Sämtliche Verfahren wurden eingestellt.
Die Beamten haben in der neugegründeten Soko LinX ihre Ermittlungen gegen einige Fans fortgesetzt. Insbesondere gegen eine Person wurde mit besonders zweifelhaften Methoden vorgegangen. Der Spiegel vermutete im Oktober 2021, dass ein Polizist des LKA eine persönliche Vendetta gegen den Betroffenen in seiner Funktion als Mitarbeiter des Bauamts der Stadt Leipzig führen würde.
Des Weiteren besteht der Verdacht, dass Beamte der Soko LinX interne Ermittlungen unter der Hand an das Magazin Compact exklusiv weitergeben. Es wurde deswegen im Oktober 2021 ein Verfahren wegen der Weitergabe von Dienstgeheimnissen eingeleitet.
Mehrere regionale zivilgesellschaftliche Gruppen und Initiativen forderten unter dem Motto „Wir sind alle LinX“ im März 2021 u. a. die Auflösung der Soko LinX.